# Block Party
Block Party (alternativ: Dave Chappelle’s Block Party) ist eine Musik-Dokumentation aus dem Jahre 2005. Regie führte der französische Oscargewinner Michel Gondry. Das Drehbuch stammt von dem Komiker Dave Chappelle, der auch als Hauptdarsteller auftritt.
Block Party hatte am 12. September 2005 auf dem Toronto Film Festival Weltpremiere. Die Europapremiere fand am 13. Februar 2006 auf der Berlinale statt.

## Handlung
Der US-Komiker Dave Chappelle veranstaltet am 18. September 2004 ein Konzert, eine sogenannte Block Party, an der Straßenkreuzung Quincy Street/Downing Street in Bed Stuy, Brooklyn.
Neben dem Konzertteil dokumentiert der Film auch einen Teil der organisatorischen Abläufe, wie die Wahl der Straße, die Nutzung des Daycare Centers als Backstage-Bereich oder die Bereitstellung von Leihmöbeln durch die Heilsarmee.
Auch das heruntergekommene, aber auch außergewöhnliche Broken Angel House mit seinem ungewöhnlichen Besitzerpaar und die widrigen Wetterumstände, ein Sturm mit starken Regenfällen, sind Teil der filmischen Erzählung.
Bevor das Konzert startet, lädt Chapelle eigenhändig Leute aus seiner kleinstädtischen Heimatgemeinde Yellow Springs in Ohio und aus New York City ein. Die Menschen und ihre eigene Geschichte werden dabei ein Teil des Films. In Ohio stößt er auch auf die Marching Band mit ihren Invincible Marching Marauders der Central State University (CSU), die er einlädt. Busse müssen kurzfristig organisiert werden. In New York fährt Chappelle mit einem Megaphon durch die Straßen und die Party wird im Internet gepostet.
Die Blockparty beginnt mit dem Einzug von Kanye West an der Spitze der Invincible Marching Marauders, dann treten Künstler des Hip-Hop auf wie Mos Def, Common, Erykah Badu, Talib Kweli und Jill Scott. Zusammengehalten wird diese von einer aus Profimusikern bestehenden Hauptband, deren Leitung Ahmir „?uestlove“ Thompson übernimmt. Das Ende des Konzerts bildet die einmalige Wiedervereinigung der Fugees.
Das Konzert wurde von mehreren unabhängig voneinander agierenden Kameramännern unter der Leitung von Ellen Kuras dokumentiert.

## Rezeption
Der Film, dessen Produktionskosten etwa zwei Millionen Dollar betrugen, spielte weltweit rund 12 Millionen Dollar ein – 97 % davon in den USA, wo 1,79 Millionen Besucher den Film sahen. In der restlichen Welt kam der Film nur in wenigen Ländern – hauptsächlich anglophone wie Kanada, Großbritannien und Australien – in die Kinos und erreichte in diesen auch nur wenige zehntausend Besucher. In Deutschland wurde der Film ebenfalls gezeigt und erreichte 6.000 Besucher. In Österreich und der Schweiz kam der Film nicht in die Kinos.

## Soundtrack
Am 14. März 2006 wurde von Geffen Records ein Soundtrack veröffentlicht.
- Hip-Hop – Dead Prez
- Definition – Black Star
- Golden – Jill Scott
- Universal Magnetic – Mos Def
- The Blast – Talib Kweli feat. Erykah Badu
- The Light – Common feat. Erykah Badu & Bilal
- Boom! – The Roots feat. Big Daddy Kane & Kool G Rap
- Back in the Day – Erykah Badu
- The Way – Jill Scott
- UMI Says – Mos Def
- You Got Me – The Roots feat. Erykah Badu & Jill Scott
- Born & Raised – Black Star